# Марийская письменность
Мари́йская пи́сьменность (луговомар. Марий возыктыш) — письменность, используемая для записи марийских (луговомарийского и горномарийского) языков. В дохристианский период для некоторой хозяйственной информации использовались знаки-тамги. С XVIII века и до настоящего времени базируется на кириллице, однако были и попытки латинизации.  До начала XX века алфавит не имел стабильной нормы и часто менялся. Современный алфавит действует с 1938 года. В истории марийской письменности выделяются 4 этапа:
1. вторая половина XVIII — середина XIX века;
2. 1870-е — 1917 год;
3. 1917—1937 годы;
4. с 1938 года.

## История

### Предыстория

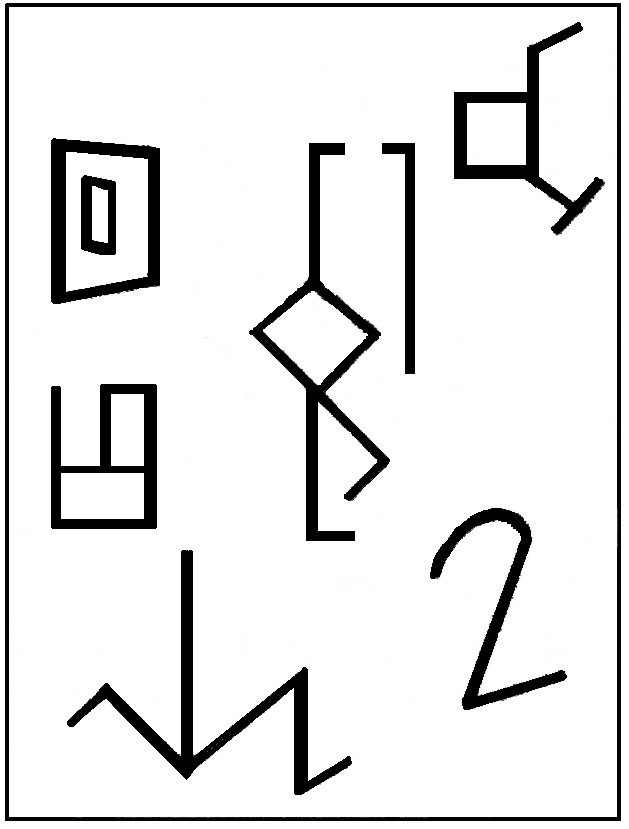
Примеры тиште

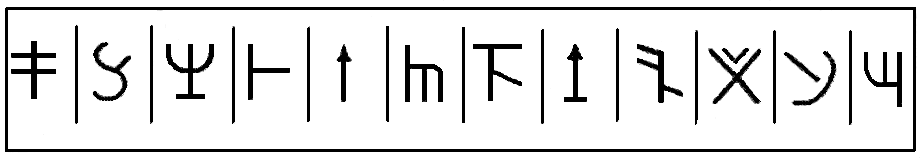
Примеры тиште

Марийский народ с древних времён использовал различные геометрические знаки-тамги, называемые «тиште» и вырезаемые на коре либо на специальных деревянных палках. Как правило, эти знаки использовались для хозяйственной информации (учёт имущества, долги и пр.) и были в употреблении вплоть до 30-х годов XX века.
В 1555 году казанским архиепископом Гурием для христианизации марийцев был составлен особый алфавит, который, однако, не получил распространения и вскоре был забыт. Никаких иных сведений об этой письменности не сохранилось.
В XVIII веке европейскими и российскими учёными были составлены списки отдельных марийских слов, а также записаны некоторые тексты на марийском языке. В 1705 году Н. Витсен опубликовал в своей книге «Noord en oost Tartarye» текст молитвы «Отче наш» на горномарийском языке, записанном латинскими буквами. Марийские слова и тексты публиковались также Ф. Страленбергом, Д. Мессершмидтом и П. С. Палласом.

### XVIII — середина XIX века

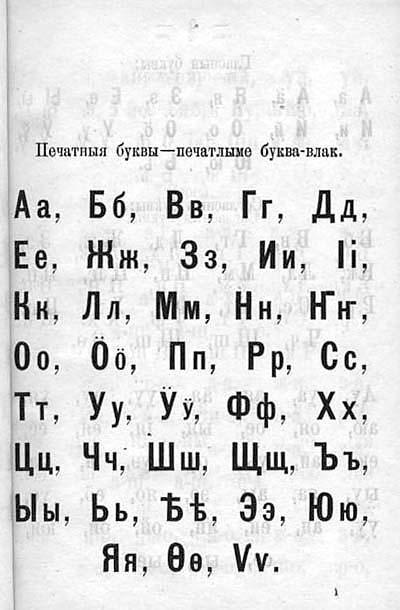
Марийский алфавит из букваря 1887 года

В 1775 году казанским архиепископом Вениамином (в миру В. Г. Пуцек-Григорович) была издана книга «Сочинения, принадлежащие к грамматике черемисского языка», ставшая первой марийской грамматикой. В этом труде были использованы различные диалекты луговомарийского языка, а также некоторое количество горномарийских слов. В грамматике использовался стандартный русский алфавит того времени с добавлением букв g (в сочетании с буквой н для обозначения звука [ҥ]) и iô (для обозначения звука [ӧ]). Официально отсчёт истории марийской письменности ныне ведётся именно от даты выхода этого издания. Тем не менее ещё в 1769 году в сборнике Казанской семинарии, посвящённом Екатерине II, было опубликовано стихотворение на горномарийском языке «Тынь мямнамъ моцъ», созданное под руководством архиепископа Вениамина.
В 1804 году вышла первая книга на луговомарийском языке — «Катехизис», ни одного экземпляра которого не сохранилось. В 1808 году вышло второе его издание (в нём использовался церковнославянский шрифт), а затем началось издание и других переводов богослужебных книг. В 1821 году вышла первая книга на горномарийском языке (Евангелие), а всего к 1860-м годам на марийских языках вышло 8 переводов библейских текстов. Позднее просветитель Н. И. Ильминский оценивал качество перевода этих изданий как весьма низкое. В 1837 году А. Альбинским была издана ещё одна марийская грамматика, в который был представлен предложенный автором марийский алфавит. Он включал все буквы русского алфавита, кроме фиты, а также знаки о̂, iо̂, ю̂, ію̂, я̂. Буква iô обозначала сочетание звуков [йо], ю̂ — [ӱ], ію̂ — [ӹ], я̂ — [ӓ], ô — [ӧ].

### 1870-е — 1917 год
В 1867 году в Казани было основано «Братство святого Гурия», которое стало заниматься переводом на языки народов России религиозной и учебной литературы. В 1867 году был выпущен первый горномарийский букварь, а в 1870 первый — луговомарийский. В этих и последующих изданиях в марийскую письменность вводятся дополнительные знаки Ӓ ӓ, Ҥ ҥ, Ӧ ӧ, Ӱ ӱ. Буквы Ф ф, Х х, Ц ц, Щ щ, обозначавшие звуки, отсутствующие в марийских языках, иногда использовались для отображения русских заимствований, а иногда нет. В 1889 (по другим данным — 1893) году в марийский алфавит была введена буква Ы̆ ы̆.
В начале XX века марийская письменность расширила сферу своего применения — в 1907 году стал выходить ежегодник «Марла календарь», в 1909 вышла первая художественная книга на марийском языке, а в 1915 — первая газета («Война увер»). В «Марла календарь», внёсшем большой вклад в становление литературной нормы марийских языков, использовались все буквы русского алфавита, кроме Е е, Ё ё, Ф ф, Х х, Ц ц, Щ щ, Ю ю, Я я, Ѣ ѣ, Ѳ ѳ, а также дополнительные буквы Ӓ ӓ, Ҥ ҥ, Ӧ ӧ, Ӱ ӱ, Ы̆ ы̆.
Марийский алфавит стал почти идентичным с алфавитом, используемым для записи языка крещёных татар. Он остаётся таковым и после реформ советского времени.

### 1917—1938 годы
После 1917 года резко увеличилось количество издаваемых на марийских языках книг, появились многочисленные газеты. Они выходили в разных городах и ориентировались на разные говоры. Для стандартизации алфавита, орфографии и литературного языка созывались учительские съезды. На II съезде учителей в 1925 году был представлен проект марийского алфавита из 30 букв. В алфавит не вошли русские буквы Е е, Ё ё, Ю ю, Я я. Русские буквы Ф ф, Х х, Ц ц, Щ щ были рекомендованы к включению в алфавит. Также проект включал буквы Љ љ, Њ њ для обозначения палатализованных фонем, но практического применения они не получили. В 1920-е годы широко обсуждался вопрос о создании единого марийского литературного языка, но в результате было решено развивать 2 литературных нормы — горную и луговую. В 1929 году букву Ы̆ ы̆ заменили на Ӹ ӹ.
В 1937 году на Первой языковой конференции было решено официально утвердить в составе марийского алфавита буквы Ф ф, Х х, Ц ц, Щ щ. В 1938 году алфавиты горномарийского и луговомарийского языков были ещё раз реформированы и законодательно утверждены. Одновременно были утверждены и правила орфографии. С того момента единственным изменением марийских алфавитов стало добавление в них буквы Ё ё в 1949 году. В 1954, 1972 и 1992 годах вносились изменения в марийскую орфографию, но сам алфавит не менялся.
- Луговомарийский
  - Упрощенный способ обучения чтению черемисских детей лугового населения. Казань, 1870. Нет букв Ёё, Ъъ. Присутствуют Ӓӓ, Ii, Ѳѳ.
  - Букварь для луговых черемис. Казань, 1873. Нет букв Ёё, Ъъ. Присутствуют Ӓӓ, Ii, Йи йи, Йо йо, Ѳѳ, Ѵѵ.
  - Букварь для луговых черемис. 1-е, 2-е изд. Казань, 1884, 1890. Нет букв Ёё, Йй. Присутствуют Ii, Ѣѣ, Ѳѳ, Ѵѵ.
  - Букварь для восточных черемис. Казань, 1887. Нет букв Ёё, Йй. Присутствуют Ii, Ѣѣ, Ѳѳ, Ѵѵ.
  - Букварь для восточных черемис. Казань, 1892. Нет букв Бб, Фф, Хх, Цц, Щщ. Присутствует Ii.
  - Букварь для луговых черемис. — 1-е изд. Казань, 1892. Нет букв Ёё, Фф, Хх, Цц, Щщ, Ъъ. Присутствует Ii.
  - Букварь для луговых черемис. — 2-е, 3-е, 4-е изд. Казань, 1893, 1898, 1900. Нет букв Ёё, Фф, Хх, Цц, Щщ, Ъъ, Ыы. Присутствуют Ii, Ы̆ы̆.
  - Первоначальный учебник русского языка для луговых черемис. Казань, 1898. Нет букв Ёё, Ӱӱ, Фф, Цц, Щщ, Ъъ, Ыы. Присутствуют Ii, Ӳӳ, Ы̆ы̆.
  - Букварь для луговых черемис, нравоучения, молитвы, символ веры, тропари, кондаки. Казань, 1908. Нет букв Ёё, Йй. Присутствуют Ii, Ѣѣ, Ѳѳ, Ѵѵ.
  - Букварь и первая книга для чтения на луговом наречии черемисского языка. — 2-е изд. Казань, 1911. Нет букв Ее, Ёё, Фф, Хх, Цц, Щщ, Ъъ, Ьь, Юю, Яя. Присутствует Ы̆ы̆.
  - Наглядный черемисский букварь и первая книга для чтения на восточном наречии. Казань, 1914. Нет букв Ее, Ёё, Фф, Хх, Цц, Щщ, Ъъ, Ыы, Ьь, Юю, Яя. Присутствуют Ii, Ль ль, Нь нь, Ы̆ы̆.
  - Кармазин Г. Г. Мут Палэ. — Моско: СССР калыкын рӱдӧ савыктыш, 1925. Нет букв Ее, Ёё, Фф, Хх, Цц, Щщ, Ъъ, Ьь, Юю, Яя. Присутствует Ӓӓ.

- Горномарийский
  - Упрощенный способ обучения чтению черемисских детей горного населения. Казань, 1871. Нет букв Ёё, Щ щ, Ъъ, Ӹ ӹ. Присутствуют Йи Йи, Йо йо.
  - Букварь для горных черемис. Казань, 1892. Нет букв Бб, Фф, Щщ, Ъъ, Ьь. Присутствует Ii.
  - Сельдяйкин В. Г. Сотыш лӓктӹнӓ. — Москоа: Центральное изд-во народов СССР, 1925. Нет букв Бб, Её, Ёё, Щщ, Ъъ, Юю, Яя. Присутствует ҥ
  - У ӹлӹш: кого эдэмвлӓлӓн тымэньӓш лыкмы букварь. Москва, 1929. Нет букв Ее, Ёё, Щщ, Ъъ, Ьь, Юю, Яя. Присутствуют Ль, Нь, ҥ, Ть
  - Кырык-мары йӹлмӹ: тымэньмӹ кньига: пӹтӓриш и дӓ вэс и тымэньшӹвлӓлӓн. Москва, 1935. Нет букв Ее, Ёё, Щщ, Ъъ, Ьь, Юю, Яя. Присутствует ҥ

### Попытка латинизации
В 1920-х — 1930-х годах в СССР шёл процесс латинизации письменностей. В ходе этого процесса некоторые языковеды и марийские общественные деятели призывали к латинизации марийского алфавита и разрабатывали его проекты. Однако в отношении марийских языков латинизация так и не была реализована, и они сохранили кириллическую графическую основу.
В 1930 году один из вариантов латинизации марийской письменности был предложен видным деятелем культуры Г. Г. Кармазиным. Его проект содержал следующие буквы: a, ä, в, v, g, d, z, ƶ, i, j, k, ʟ, ʟ̨, m, n, ꞑ, ŋ, o, ö, p, r, s, t, u, ü, c, ş, ç, ә, ӛ, e, f, h, č, ť, ď. Заглавные буквы в этом проекте отличались от строчных только размером.
Соответствие букв проекта Г. Г. Кармазина и кириллицы
| Латиница | Кириллица | Латиница | Кириллица | Латиница | Кириллица | Латиница | Кириллица |
| -------- | --------- | -------- | --------- | -------- | --------- | -------- | --------- |
| a        | а         | j        | й         | ö        | ӧ         | ç        | ч         |
| ä        | ӓ         | k        | к         | p        | п         | ә        | ы         |
| в        | б         | ʟ        | л         | r        | р         | ӛ        | ӹ         |
| v        | в         | ʟ̨        | ль        | s        | с         | e        | э         |
| g        | г         | m        | м         | t        | т         | f        | ф         |
| d        | д         | n        | н         | u        | у         | h        | х         |
| z        | з         | ꞑ        | нь        | ü        | ӱ         | č        | ц         |
| ƶ        | ж         | ŋ        | ҥ         | c        | ч         | ť        | ть        |
| i        | и         | o        | о         | ş        | ш         | ď        | дь        |

## Современный алфавит
Луговомарийский алфавит:
| А а | Б б | В в | Г г | Д д | Е е | Ё ё | Ж ж | З з | И и | Й й | К к |
| Л л | М м | Н н | Ҥ ҥ | О о | Ӧ ӧ | П п | Р р | С с | Т т | У у | Ӱ ӱ |
| Ф ф | Х х | Ц ц | Ч ч | Ш ш | Щ щ | Ъ ъ | Ы ы | Ь ь | Э э | Ю ю | Я я |

Горномарийский алфавит:
| А а | Ӓ ӓ | Б б | В в | Г г | Д д | Е е | Ё ё | Ж ж | З з | И и | Й й | К к |
| Л л | М м | Н н | О о | Ӧ ӧ | П п | Р р | С с | Т т | У у | Ӱ ӱ | Ф ф | Х х |
| Ц ц | Ч ч | Ш ш | Щ щ | Ъ ъ | Ы ы | Ӹ ӹ | Ь ь | Э э | Ю ю | Я я |     |     |

Северо-западный марийский алфавит:
| А а | Ӓ ӓ | Б б | В в | Г г | Д д | Е е | Ё ё | Ж ж | З з | И и | Й й | К к | Л л |
| М м | Н н | Ҥ ҥ | О о | Ӧ ӧ | П п | Р р | С с | Т т | У у | У̊ у̊ | Ӱ ӱ | Ӱ̊ ӱ̊ | Ф ф |
| Х х | Ц ц | Ч ч | Ш ш | Щ щ | Ъ ъ | Ы ы | Ӹ ӹ | Ь ь | Э э | Ю ю | Я я |     |     |

Впервые особая письменность для северо-западного марийского языка (наречия) была создана и применена в 1995 году при издании экспериментальной книги — «Маре букварь». В ней был использован кириллический алфавит с включением всех букв как лугововосточного марийского, так и горномарийского языков в соответствии с наличием фонем обоих языков. Для двух гласных звуков, отсутствующих в других марийских литературных нормах, были использованы буквы У̊ у̊ и Ӱ̊ ӱ̊.